# Jadwiga Hodorska

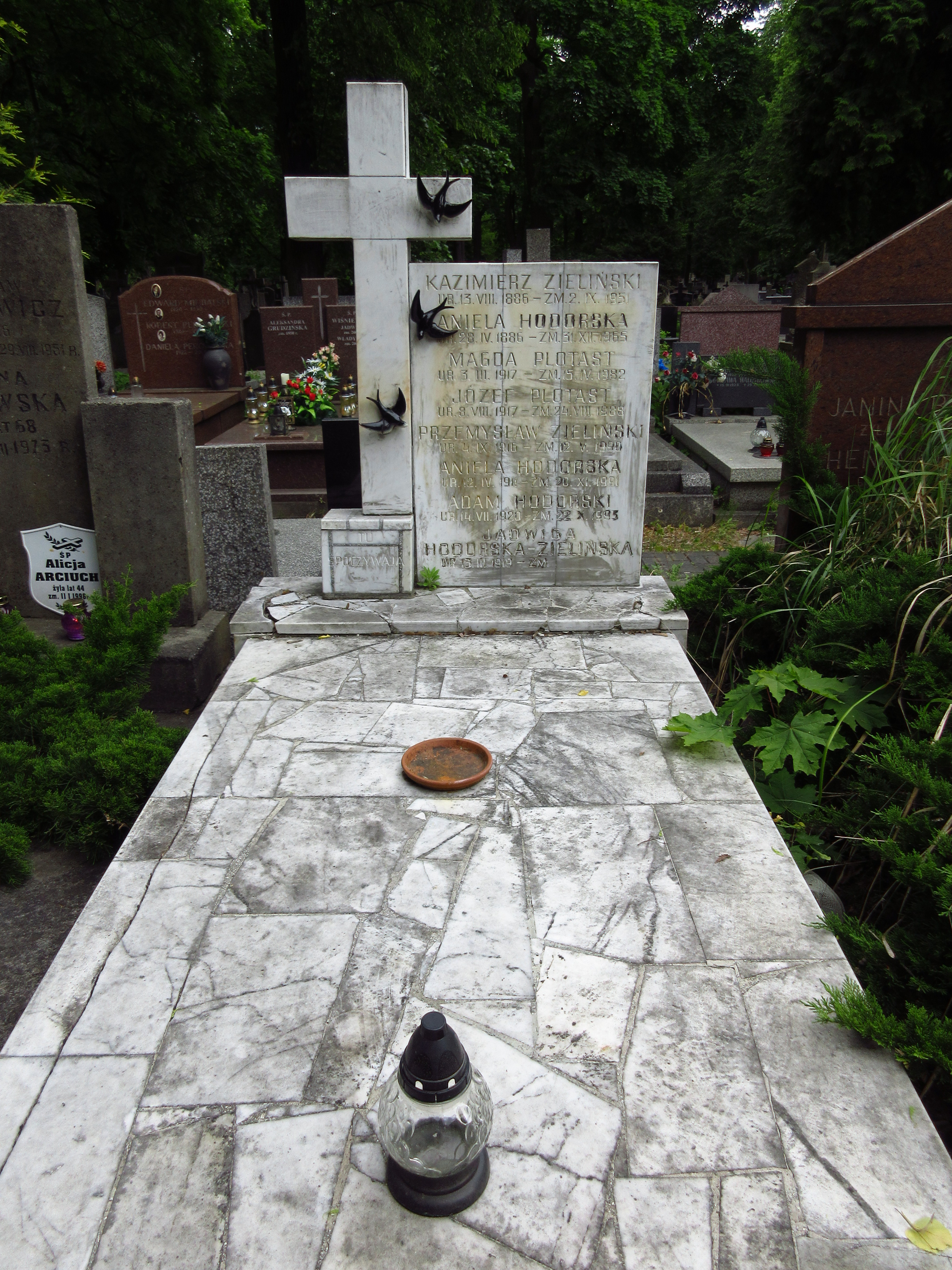
Grób Jadwigi Hodorskiej na cmentarzu Bródnowskim

Jadwiga Hodorska, znana także jako Jadwiga Hodorska-Zielińska (ur. 13 marca 1919 w Korzelicach, zm. 11 kwietnia 2010 w Warszawie) – polska aktorka teatralna.

## Kariera sceniczna
21 września 1946 r. zadebiutowała na scenie toruńskiego Teatru Ziemi Pomorskiej, w podwójnej roli jako Menada i Prolog, w 3-aktówce Orfeusz Anny Świrszczyńskiej w reżyserii Wilama Horzycy. Inne spektakle z udziałem Hodorskiej:
- 28 X 1946: Dwa teatry Jerzy Szaniawski, reż. Wilam Horzyca – jako Anna
- 26 XI 1946: Król włóczęgów Justin Huntley Mac Carthy, reż. Maryna Broniewska – jako Huguette du Hamel
- 21 XII 1946: Za kulisami (Tyrtej) Cyprian Kamil Norwid, reż. Wilam Horzyca – w potrójnej roli: Fiołek I, Noc, Prolog
- 2 IV 1947: Wesele Stanisław Wyspiański, reż. Wilam Horzyca – jako Marysia
- 14 V 1947: Romeo i Julia William Szekspir, reż. Wilam Horzyca
- 4 X 1947: Życie jest snem Pedro Calderón de la Barca, reż. Wilam Horzyca – jako Estrella
- 6 I 1948: Pastorałka Leon Schiller, reż. Hanna Małkowska – jako Ewa
- 14 II 1948: Dom otwarty Michał Bałucki, reż. Wilam Horzyca – jako Miecia
- 18 VI 1948: Są rzeczy ważniejsze Janusz Teodor Dybowski, reż. Gustawa Błońska – jako Madeleine

Przez 12 miesięcy (od XII 1948 do XII 1949 r.) występowała na deskach warszawskiego Teatru Rozmaitości i poznańskiego Teatru Polskiego:
- 21 XII 1948: Zagadnienie rosyjskie Konstantin Simonow, reż. Emil Chaberski – jako Jessie
- 30 XII 1948: Pastorałka Leon Schiller, reż. Hanna Małkowska – jako Ewa
- 3 VIII 1949: Rozkosz uczciwości Luigi Pirandello, reż. Wilam Horzyca – jako Agata Renni
- 26 XII 1949: Mazepa Juliusz Słowacki, reż. Dobiesław Damięcki

Przez kolejne 6 sezonów teatralnych (od XI 1950 do VII 1955 r.) współpracowała z warszawskim Teatrem Domu Wojska Polskiego:
- 29 XI 1950: Za tych, co na morzu Borys Ławreniew, reż. Łazarz Kobryński – jako Gorełowa
- 26 V 1951: Dwie blizny[2] Aleksander Fredro, reż. Gustawa Błońska – jako Wanda Malska
- 2 I 1953: Wassa Żeleznowa Maksim Gorki, reż. Stanisława Perzanowska – jako Raszel
- 6 III 1954: Wielki człowiek do małych interesów[3] Aleksander Fredro, reż. Olga Koszutska – jako Matylda
- 26 XI 1954: Alkad z Zalamei Pedro Calderón de la Barca, reż. Ludwik René – jako Iskierka
- 22 VII 1955: Wesele Stanisław Wyspiański, reż. Maryna Broniewska i Jan Świderski – jako Kasia

Dwa następne lata (od XII 1956 do VIII 1958 r.) dzieliła pomiędzy sceny białostockiego Teatru im. Aleksandra Węgierki i warszawskiego Teatru Ziemi Mazowieckiej:
- 12 XII 1956: Dom serc złamanych George Bernard Shaw, reż. Irena Górska-Damięcka – jako Hesjona Hushabye
- 19 VII 1957: Świecznik Alfred de Musset, reż. Marian Wyrzykowski – jako Joanna
- 26 IX 1957: Balladyna Juliusz Słowacki, reż. Wanda Wróblewska – jako tytułowa Balladyna
- 26 IV 1958: Dudek Georges Feydeau, reż. Irena Ładosiówna – jako Lucjana Vatelin
- 5 VIII 1958: Sen nocy letniej William Szekspir, reż. Irena Górska-Damięcka – jako Hermia

Cztery kolejne sezony (od XI 1959 do II 1962 r.) aktorka poświęciła warszawskiemu Teatrowi Klasycznemu:
- 28 XI 1959: Dziewczęta z fotografii Gian Paolo Callegari, reż. Jadwiga Chojnacka – jako p. Mastropaolo
- 13 VI 1961: Niebieska teczka Samuel Aloszyn, reż. Emil Chaberski – jako Tamara
- 28 II 1962: Czy to jest miłość? Zofia Bystrzycka, reż. Irena Grywińska – jako Irena

Następne cztery lata (od X 1964 do III 1967 r.) aktorka spędziła na deskach gnieźnieńskiego Teatru im. Aleksandra Fredry:
- 3 X 1964: Czy to jest miłość? Zofia Bystrzycka, reż. Jan Orsza-Łukaszewicz – jako Irena
- 6 II 1965: Ladacznica z zasadami Jean-Paul Sartre, reż. Krystyna Wydrzyńska – jako Lizzie
- 26 III 1966: Fedra Jean Racine, reż. Przemysław Zieliński – jako tytułowa Fedra
- 18 XI 1966: Fantazy Juliusz Słowacki, reż. Przemysław Zieliński – jako hr. Idalia
- 11 III 1967: Matka Courage Bertolt Brecht, reż. Jan Perz – jako tytułowa Matka Courage

Przez kolejne dziewięć sezonów (od VII 1968 do VII 1976 r.) występowała w warszawskim Teatrze Komedii:
- 18 VII 1968: Porwanie Amazonek Benn W. Levy, reż. Przemysław Zieliński – jako Hera
- 1 XII 1968: Żabusia Gabriela Zapolska, reż. Józef Słotwiński – jako Maniewiczowa
- 16 I 1971: Boso, ale w ostrogach Jan Tomaszewski, reż. Zbigniew Czeski – jako Fela
- 5 II 1972: Przed ślubem Shaw George Bernard, reż. Krystyna Sznerr – jako Lesbia
- 14 IV 1973: Romans z wodewilu Władysław Krzemiński, reż. Przemysław Zieliński – jako Katarzyna
- 27 IV 1974: Wilki w nocy Tadeusz Rittner, reż. Przemysław Zieliński – jako Żaneta Dylska
- 26 VII 1975: Klub kawalerów Michał Bałucki, reż. Irena Górska-Damięcka – jako Mirska
- 24 VII 1976: Mieszkanie do wynajęcia Pierre Barillet i Jean P. Gredy, reż. Przemysław Zieliński – jako Georgette

Ostatni w swej karierze sezon (od XII 1977 do XI 1978 r.), aktorka przepracowała na deskach warszawskiego Teatru na Woli:
- 30 XII 1977: Podróż po Warszawie Feliks Szober, reż. Andrzej Strzelecki – w podwójnej roli: Elegantka, Violetta
- 22 XI 1978: Ulice sytych Emil Zegadłowicz, reż. Andrzej Koper – w potrójnej roli: p. Ho, Muza, Gap.

## Telewizja
Za debiut można uznać jej występ 1 marca 1954 r. na scenie Teatru Telewizji jako Karolina w sztuce Płaszcz Juliana Tuwima.

## Radio
11 maja 1952 r. debiutowała, jako Belcia (córka Linowskich), w słuchowisku opartym na powieści Pańskie dziady (1881) Michała Bałuckiego.

## Przebieg pracy
W trakcie swej 34-letniej kariery aktorskiej występowała na deskach 10 teatrów Torunia, Poznania, Warszawy, Białegostoku i Gniezna.
- Teatr Ziemi Pomorskiej (Toruń): 1946-1948
- Teatr Polski w Poznaniu: 1948–1949
- Teatr Rozmaitości w Warszawie: 1949-1950
- Teatr Domu Wojska Polskiego (Warszawa): 1950-1956
- Teatr Ziemi Mazowieckiej (Warszawa): 1956-1958
- Teatr Dramatyczny im. Aleksandra Węgierki w Białymstoku: 1956-1958
- Teatr Klasyczny (Warszawa): 1958-1959 i 1960-1962
- Teatr im. Aleksandra Fredry w Gnieźnie: 1963-1967
- Teatr Komedia w Warszawie: 1967-1977
- Teatr na Woli (Warszawa): 1977–1979

## Nagrody
- Nagroda Wielkopolskiego Towarzystwa Kulturalnego w Poznaniu (1966)
- VII Kaliskie Spotkania Teatralne – wyróżnienie za rolę tytułową w Matce Courage Bertolta Brechta w Teatrze im. Aleksandra Fredry w Gnieźnie (1967)

## Śmierć
Aktorka zmarła w wieku 91 lat. Została pochowana na cmentarzu Bródnowskim w Warszawie (kwatera 73A-4-18).